# Administrativna regija Cordillera
Administrativna regija Cordillera je jedna od 17 regija u Filipinima. Središte regije je u gradu Baguio Cityju. Regija obuhvaća većinu područja Središnjih Cordillera najvećeg planinskog lanaca u zemlji, te nema obalno područje. U njoj živi veliki broj domorodačkih plemena koji se nazivaju Ifugao.

## Stanovništvo
Prema podacima iz 2010. godine u regiji živi 1.616.867 stanovnika dok je prosječna gustoća naseljenosti 84 stanovnika na km².

## Podjela
Regija je podjeljena na šest provincija, jedan grad, 75 općina i 1.176 barangaya. 
| Grb | Provincija/Grad   | Središte    | Stanovnika (2010.) | Površina (km²) | Gustoća (na km²) |
| --- | ----------------- | ----------- | ------------------ | -------------- | ---------------- |
|     | Abra              | Bangued     | 234.733            | 3.975,6        | 59,0             |
|     | Apayao            | Kabugao     | 112.636            | 3.927,9        | 28,7             |
|     | Benguet           | La Trinidad | 403.944            | 2.826,59       | 142,9            |
|     | Ifugao            | Lagawe      | 191.078            | 2.517,8        | 75,9             |
|     | Kalinga           | Tabuk City  | 201.613            | 3.119,7        | 64,6             |
|     | Mountain Province | Bontoc      | 154.187            | 2.097,3        | 73,5             |
|     |                   |             |                    |                |                  |
|     | Baguio City       | —           | 318.676            | 57,5           | 5.542,2          |

¹ Baguio City je visokourbanizirani grad; podaci su isključeni iz provincije Benguet.